# Théodore Dalhoff
Théodore Dalhoff, né le 20 avril 1837 à Egelnpöten, arrondissement d'Arnsberg (de), en province de Westphalie (royaume de Prusse) et décédé le 12 mai 1906 à Bombay (Inde), est un prêtre jésuite prussien, missionnaire en Inde et archevêque de Bombay de 1892 à sa mort, en 1906.

## Biographie
Né dans une famille de fermiers aisés Théodore entre dans la Compagnie de Jésus, à Feldkirch, le 14 avril 1859. Les deux ans de noviciat et les études de philosophie terminées il arrive à Bombay le 28 janvier 1866. Étant donné le manque aigu de prêtres il est ordonné prêtre deux ans plus tard, le 25 décembre 1868, à Bombay. Il continue ses études de théologie en privé tout en enseignant les mathématiques.
Quatre ans plus tard (1873) Dalhoff est supérieur et curé de la paroisse de Bandra (Bombay). Il y prononce ses derniers vœux le 15 août 1876. Supérieur durant un an (1878) à Poona (aujourd’hui Pune) il revient l’année suivant à Bombay, comme recteur du collège Saint-Xavier (en) (1879-1885) et curé de la cathédrale. En 1887 l’archevêque de Bombay, George Porter, le choisit comme vicaire général.
À la mort de Porter (en 1889) Dalhoff est administrateur d’un diocèse handicapé par l’épineux problème de la double juridiction (Padroado et 'Propaganda Fide') issue du schisme goanais. Hermann Jurgens d’abord pressenti exprime son opposition au Padroado «contraire au salut des âmes», ce qui le rend inacceptable. Finalement après une vacance épiscopale de deux ans et trois mois et avec l‘approbation du roi du Portugal, Dalhoff, homme apprécié pour sa sagesse et son calme imperturbable, est nommé archevêque de Bombay par Léon XIII. Il reçoit la consécration épiscopale le 31 janvier 1892, à Bombay, par Paul Goethals avec comme co-consécrateurs Nicolaus Maria Pagani et Bernhard Beiderlinden (de).
Initiateur de nombreuses œuvres sociales pour les nécessiteux il est celui qui acheta un terrain à Wodehouse road, en 1901, our y construire la nouvelle cathédrale, avec - de part et d’autre - la résidence épiscopale et une école avec couvent. Elle est dédiée au Nom de Jésus le 15 janvier 1905.
Dalhoff ouvre le Gujarat au travail missionnaire avec la fondation des postes et établissements : école et couvent à Ahmedabad et Anand (1895), poste à Wartal (1898), aumônerie militaire à Quetta et le collège Saint-Patrick de Karachi (en) (au Sind).
Un événement important de son épiscopat fut l’organisation du concile régional de Bombay (décembre 1893-janvier 1894), le premier de ce genre dans l’Inde moderne. Le concile fut présidé par le Délégué apostolique Mgr Zaleski, et rassemblait les évêques de Poona, Trichinopoly et Mangalore, tous les trois jésuites missionnaires ; chacun était accompagné de son théologien. Le concile donna une impulsion significative aux missions ‘ad paganos’. Dans ce but la direction du collège Sainte-Marie fut confiée à une congrégation religieuse féminine, libérant ainsi plusieurs prêtres pour le travail missionnaire direct.
Lors le l’épidémie de peste bubonique qui frappe Bombay en novembre 1896 et se répandit dans les états voisins, l’archevêque fut très actif à encourager les secours : trois jésuites missionnaires allemands y trouvent la mort.
L’archevêque contracta une maladie grave lors d'une visite pastorale à Karachi (1905). Après quarante et un ans de service au diocèse et à la mission de Bombay Théodore Dalhoff meurt, à Bombay, le 12 mai 1906. Il a 69 ans.

## Source
- Joseph Velinkar : German Jesuits on the West coast of India, Pune, 2004, 100p.